# Turkmenistan Cup 2022
Der Turkmenistan Cup 2022 war die 29. Saison eines Ko-Fußballwettbewerbs in Turkmenistan. Das Turnier wurde von der Türkmenistanyň Futbol Federasiýasy organisiert. Der Wettbewerb begann mit dem Viertelfinale am 8. September 2022 und endete mit dem Finale am 11. Dezember 2022.

## Viertelfinale
Die Hinspiele fanden am 8. und 9. September 2022, die Rückspiele am 21. September 2022 statt.
|                   | Gesamt |            | Hinspiel | Rückspiel |
| ----------------- | ------ | ---------- | -------- | --------- |
| Ahal FK           | 4:2    | Merw FK    | 2:1      | 2:1       |
| Energetik FK Mary | 1:5    | Şagadam FK | 1:3      | 0:2       |
| Köpetdag Aşgabat  | 3:6    | FC Aşgabat | 3:2      | 0:4       |
| Altyn Asyr FK     | 7:0    | Nebitçi FT | 4:0      | 3:0       |

## Halbfinale
Die Hinspiele fanden am 26. Oktober 2022, die Rückspiele am 22. und 23. November 2022 statt.
|               | Gesamt |            | Hinspiel | Rückspiel |
| ------------- | ------ | ---------- | -------- | --------- |
| Altyn Asyr FK | 1:2    | Ahal FK    | 1:2      | 0:0       |
| Şagadam FK    | 5:2    | FC Aşgabat | 3:0      | 2:2       |

## Finale
Die Finale fand am 11. Dezember 2022 statt.
|         | Ergebnis |            |
| ------- | -------- | ---------- |
| Ahal FK | 5:0      | Şagadam FK |